# Edgar Mélik
Edgar Mélik (1904-1976) est un peintre français né à Paris et mort à Cabriès (13).

## Biographie

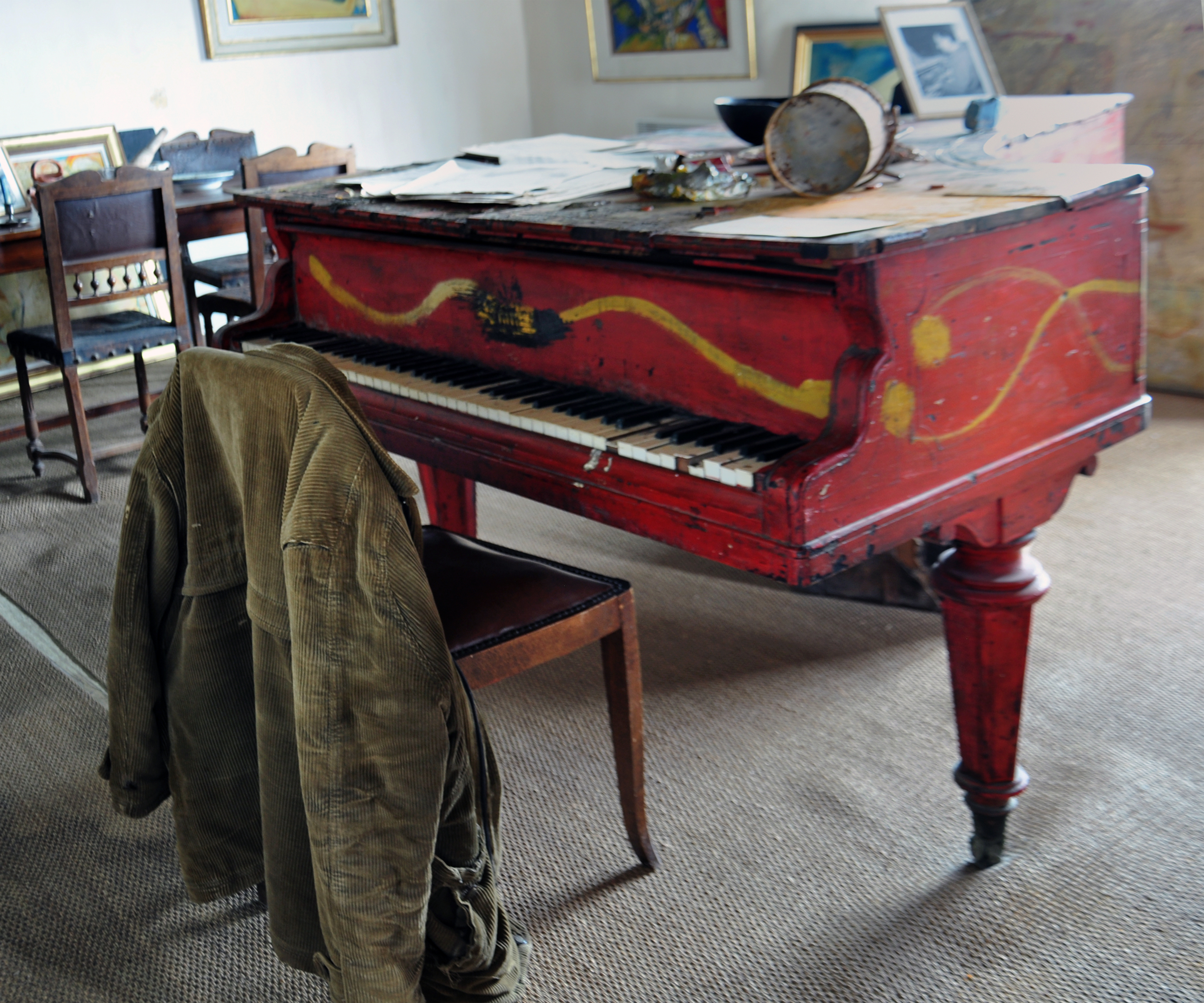
Le piano rouge de Mélik, Musée de Cabriès (photo Robert Hale).

Edgar Mélik naît le 11 juillet 1904 à Paris. Sa famille est d'origine arménienne (Constantinople, Tabriz en Perse). Il est le cousin du poète Rouben Mélik.
Il peint ses premières toiles en 1928 et s’inscrit dans les académies libres de Montparnasse (Académies Ranson, Lhote, Scandinave). Il fait ses études à la Sorbonne (anglais et allemand).
Il fréquente la librairie d'Adrienne Monnier, femme qu'il représente comme sa Muse dans son tableau L'Atelier Idéal. Il déclare au journal Comoedia qu'il « côtoie le surréalisme mais reste nietzschéen » (1941).
Il célèbre dans ses écrits l’École de Paris (1925), le fauvisme et le surréalisme littéraire. Il vénère Van Gogh et admire la rupture de Picasso sans adhérer au cubisme. Il recherche une « spiritualité plastique » selon sa propre expression.
Grand lecteur, il lit Les Champs magnétiques, Rimbaud, Kafka, Nietzsche et Lautréamont. Il reste fidèle à la veine surréaliste toute sa vie (voir son poème surréaliste pour son exposition à Marseille, en 1950, Ponts coupés). Son premier atelier est rue de Vaugirard et il découvre les sculpteurs Brancusi (en voisin, impasse Ronsin) et Giacometti. Ensuite, même après sa migration vers le Sud, il garde un atelier parisien rue Daguerre jusqu'en 1955.
Il séjourne au Maroc fin 1928, pays où il retourne en 1933 pour une exposition à Tanger, galerie Marcel Lévy (article dans La Dépêche marocaine). Il remonte par Malaga, passe par Grenade et Murcie où il effectue ses premiers croquis « exotiques ». En juin 1930, il est à Majorque. Sa famille reçoit les premières lettres précieuses en informations sur son travail de peintre. Il effectue galerie Carmine à Paris sa première exposition en 1930 (article de Gaston Poulain dans Comœdia).
En 1932, il quitte Paris, passe par Saintes-Maries-de-la-Mer avant de rejoindre Marseille d'où il veut partir pour l'Extrême-Orient (Singapour, Sumatra, Bornéo). Il déclare encore en 1941 qu'il est « né parisien et d'atavisme asiatique ». Mais son voyage s'arrête à Marseille. Il aménage un petit atelier rue Port Saïd, près de la plage des Catalans. Il y trouve ses premiers motifs, pour l'instant d'inspiration méridionale : pêcheurs, scènes de rue, le vieux port avec son pont transbordeur, les travailleurs, les poissonnières du marché, les femmes au lavoir, les rues de la prostitution à Marseille (rue Bouterie), etc. En 1934 a lieu sa première exposition galerie Da Silva (long article dans les Cahiers du Sud de Léon Van Droogenbroeck).
En hiver 1934, il est à Florence pour plusieurs semaines, et cherche à rencontrer Marinetti, le fondateur du futurisme. Sa peinture traverse plusieurs formes comme l'expressionnisme, le réalisme magique, l'abstraction (après guerre pour une courte période) et le matiérisme onirique. Le fil conducteur reste le surréalisme littéraire (peu d'affinité avec les peintres dits surréalistes, même s'il a connu Victor Brauner dont il a fait un beau portrait).
Edgar Mélik côtoie l'équipe des Cahiers du Sud de Jean Ballard (la revue publie en tout quinze articles sur les expositions du peintre à Marseille) et la Compagnie du rideau gris, troupe théâtrale fondée par Louis Ducreux. Il est l'ami d'Alexandre Toursky (poète et journaliste) et d'André Roussin qui lui achète plusieurs tableaux (dont un portrait de groupe des acteurs du Rideau gris).
En manque d'argent, il loue en 1934 une partie du Château de Cabriès, situé entre Aix-en-Provence et Marseille. C'est essentiellement dans cet atelier qu'il construit son œuvre. Il expose ensuite encore deux fois à Paris, en 1936, galerie Lucy Krogh et en 1948, galerie Horizons, rue de Seine. Sa galerie attitrée est celle de Lil Mariton, rue Saint-Ferréol, à Marseille (Galerie Da Silva, 11 expositions). Il expose aussi cinq fois à Aix-en-Provence. Sinon, très méfiant envers le système marchand il reçoit les visiteurs au château de Cabriès et vend lui-même.
Ami de femmes peintres comme Consuelo de Saint-Exupéry et Madeleine Dinès, il fréquente des artistes comme Louis Pons, Richard Mandin, Max Papart, Gabriel Laurin, Léo Marchutz et André Verdet. Il admire le mime Marceau dont il réalise plusieurs portraits oniriques, et Édith Piaf, à qui il consacre 10 dessins et textes (édition Musée Cabriès).
Parallèlement à sa peinture il écrit des ouvrages poético-philosophiques qui éclairent sur sa démarche artistique. Dans une langue vigoureuse et souvent parabolique, Ombre, Émerge, Crescende… évoquent obliquement une vision onirique et nietzschéenne du monde en accord avec son univers pictural.
Selon ses propres mots, son œuvre représente plus de 2 000 créations (dessins, peintures, fresques) sur des supports matériels très variés (toile, jute, fibrociment, bois, jusqu'à la toile de voile de bateau). Sa peinture utilise tous les ocres (1930/35) ; puis s'enrichit de toutes les couleurs chaudes (1940/50) ; enfin, elle se limite aux trois couleurs primaires (Rouge/Jaune/Bleu, 1960/76). D'abord lisse, la surface de ses œuvres devient granuleuse quand l'épaisseur de la matière se charge de fragments de tuile, de grains de peinture, etc. (à partir de 1957, matiérisme). Mais la vraie progression de sa peinture passe par l'opposition entre l'interprétation de la réalité et la création. Avant la guerre, sa peinture part de la réalité extérieure et l'interprète. Après ce qui ressemble bien à une crise personnelle et artistique (1944-1946), il instaure un monde indépendant par rapport à la réalité perçue (« ma peinture est un monolithe »). D'où le titre de son exposition de 1950, à Marseille Ponts coupés : 30 peintures réalistes inobjectives.
D'une période à l'autre, il y a permanence des déformations et des sujets : figures féminines, portraits (Jean Mermoz, Victor Brauner, Louis Ducreux, etc.) et animaux (peu de paysages, pas de nature morte). Il s'inspire de films (Les Visiteurs du soir et la magie du Moyen Âge), des spectacles du Mime Marceau, de la scène d’Édith Piaf et de poèmes (Rimbaud, Baudelaire). Les images verbales comme les images-spectacles provoquent ses propres images plastiques. Il joue du piano, et aime l'exaltation de la musique classique qu'il sent en affinités avec sa peinture.
À 72 ans, on le retrouve mort devant sa cheminée, à la suite d'un malaise, le 6 avril 1976 à Cabriès.

## Hommages
Le château de Cabriès devient le Musée Edgar Mélik en 1980. On peut y voir son atelier avec son piano rouge à queue, la chapelle avec ses propres fresques, et un fonds permanent de dessins et de tableaux. Chaque été, le musée ouvre une exposition consacrée à un peintre différent (Ji Dahai, Antoine Serra, François Diana, François de Asis, dessins de Giacometti, dessins de Matisse, Chabaud, céramiques de Picasso, etc.). De la terrasse que Mélik fit construire au-dessus de son atelier, on a une vue unique sur le Mont Ventoux et la Sainte-Victoire, le château étant situé au sommet d'un piton rocheux, au milieu du vieux village.
« Les toiles de Mélik hurlent. Et vaille que vaille, il faudra bien les entendre. » (Hubert Juin).